# BAFTA (премия, 1986)
39-я церемония вручения наград премии BAFTA
Лучший фильм: 

Пурпурная роза Каира 

The Purple Rose of Cairo
Лучший фильм на иностранном языке: 

Полковник Рёдль 

Oberst Redl
< 38-я Церемонии вручения 40-я >
39-я церемония вручения наград премии BAFTA, учреждённой Британской академией кино и телевизионных искусств, за заслуги в области кинематографа за 1985 год состоялась в 1986 году.

## Полный список победителей и номинантов
| Победители выделены отдельным цветом. |

### Основные категории
| Категории                         | Победитель и номинанты                                                       |
| --------------------------------- | ---------------------------------------------------------------------------- |
| Лучший фильм                      | • «Пурпурная роза Каира» — Вуди Аллен, Роберт Гринхат                        |
| Лучший фильм                      | • «Амадей» — Милош Форман, Саул Зейнц                                        |
| Лучший фильм                      | • «Назад в будущее» — Роберт Земекис, Боб Гейл, Нил Кэнтон                   |
| Лучший фильм                      | • «Поездка в Индию» — Джон Брабурн, Ричард Гудвин, Дэвид Лин                 |
| Лучший фильм                      | • «Свидетель» — Питер Уир, Эдвард С. Фелдман                                 |
| Лучший фильм на иностранном языке | • «Полковник Рёдль» (режиссёр — Иштван Сабо; страна — Венгрия, ФРГ, Австрия) |
| Лучший фильм на иностранном языке | • «Дим Сум: Лёгкое биение сердца» (режиссёр — Уэйн Ван; страна — США)        |
| Лучший фильм на иностранном языке | • «Кармен» (режиссёр — Франческо Рози; страна — Италия)                      |
| Лучший фильм на иностранном языке | • «Подземка» (режиссёр — Люк Бессон; страна — Франция)                       |
| Лучшая мужская роль               | • Уильям Хёрт — «Поцелуй женщины-паука»                                      |
| Лучшая мужская роль               | • Ф. Мюррей Абрахам — «Амадей»                                               |
| Лучшая мужская роль               | • Харрисон Форд — «Свидетель»                                                |
| Лучшая мужская роль               | • Виктор Банерджи — «Поездка в Индию»                                        |
| Лучшая женская роль               | • Пегги Эшкрофт — «Поездка в Индию»                                          |
| Лучшая женская роль               | • Миа Фэрроу — «Пурпурная роза Каира»                                        |
| Лучшая женская роль               | • Келли МакГиллис — «Свидетель»                                              |
| Лучшая женская роль               | • Александра Пигг — «Письмо к Брежневу»                                      |
| Лучшая мужская роль второго плана | • Денхолм Эллиотт — «Защита государства»                                     |
| Лучшая мужская роль второго плана | • Джеймс Фокс — «Поездка в Индию»                                            |
| Лучшая мужская роль второго плана | • Джон Гилгуд — «Беспокойное сердце»                                         |
| Лучшая мужская роль второго плана | • Саид Джаффри — «Моя прекрасная прачечная»                                  |
| Лучшая женская роль второго плана | • Розанна Аркетт — «Отчаянно ищу Сьюзен»                                     |
| Лучшая женская роль второго плана | • Трейси Ульман — «Беспокойное сердце»                                       |
| Лучшая женская роль второго плана | • Анжелика Хьюстон — «Честь семьи Прицци»                                    |
| Лучшая женская роль второго плана | • Джуди Денч — «Уэзерби»                                                     |
| Лучший адаптированный сценарий    | • «Честь семьи Прицци» — Ричард Кондон, Джанет Роуч                          |
| Лучший адаптированный сценарий    | • «Амадей» — Питер Шеффер                                                    |
| Лучший адаптированный сценарий    | • «На охоте» — Джулиан Бонд                                                  |
| Лучший адаптированный сценарий    | • «Поездка в Индию» — Дэвид Лин                                              |
| Лучший оригинальный сценарий      | • «Пурпурная роза Каира» — Вуди Аллен                                        |
| Лучший оригинальный сценарий      | • «Моя прекрасная прачечная» — Ханиф Курейши                                 |
| Лучший оригинальный сценарий      | • «Назад в будущее» — Роберт Земекис, Боб Гейл                               |
| Лучший оригинальный сценарий      | • «Свидетель» — Уильям Келли, Эрл Уоллас                                     |

### Другие категории
| Категории                                                          | Победитель и номинанты                                           |
| ------------------------------------------------------------------ | ---------------------------------------------------------------- |
| Лучшая музыка к фильму                                             | • «Свидетель» — Морис Жарр                                       |
| Лучшая музыка к фильму                                             | • «Изумрудный лес» — Брайан Гасконь, Джуниор Хомрич              |
| Лучшая музыка к фильму                                             | • «Поездка в Индию» — Морис Жарр                                 |
| Лучшая музыка к фильму                                             | • «Полицейский из Беверли-Хиллз» — Гарольд Фальтермайер          |
| Лучшая операторская работа                                         | • «Амадей» — Мирослав Ондржичек                                  |
| Лучшая операторская работа                                         | • «Изумрудный лес» — Филипп Руссело                              |
| Лучшая операторская работа                                         | • «Поездка в Индию» — Эрнест Дэй                                 |
| Лучшая операторская работа                                         | • «Свидетель» — Джон Сил                                         |
| Лучшие визуальные эффекты                                          | • «Бразилия» — Джордж Гиббс, Ричард Конуэй                       |
| Лучшие визуальные эффекты                                          | • «Легенда» — Ник Аллдер, Питер Войси                            |
| Лучшие визуальные эффекты                                          | • «Назад в будущее» — Кевин Пайк, Кен Ралстон                    |
| Лучшие визуальные эффекты                                          | • «Пурпурная роза Каира» — R/Greenberg Associates                |
| Лучший грим                                                        | • «Амадей» — Поль Ле Блан, Дик Смит                              |
| Лучший грим                                                        | • «Изумрудный лес» — Питер Фрэмптон, Пол Энгелен и другие…       |
| Лучший грим                                                        | • «Легенда» — Питер Робб Кинг, Роб Боттин                        |
| Лучший грим                                                        | • «Маска» — Майкл Уэстмор                                        |
| Лучший дизайн костюмов                                             | • «Клуб «Коттон»» — Милена Канонеро                              |
| Лучший дизайн костюмов                                             | • «Амадей» — Теодор Пиштек                                       |
| Лучший дизайн костюмов                                             | • «Легенда» — Чарльз Ноуд                                        |
| Лучший дизайн костюмов                                             | • «Поездка в Индию» — Джуди Муркрофт                             |
| Лучшая работа художника-постановщика                               | • «Бразилия» — Норман Гарвуд                                     |
| Лучшая работа художника-постановщика                               | • «Амадей» — Патриция фон Бранденштайн                           |
| Лучшая работа художника-постановщика                               | • «Назад в будущее» — Лоуренс Дж. Полл                           |
| Лучшая работа художника-постановщика                               | • «Поездка в Индию» — Джон Бокс                                  |
| Лучший монтаж                                                      | • «Амадей» — Нена Даневич, Майкл Чендлер                         |
| Лучший монтаж                                                      | • «Кордебалет» — Джон Блум                                       |
| Лучший монтаж                                                      | • «Назад в будущее» — Артур Шмидт, Гарри Керамидас               |
| Лучший монтаж                                                      | • «Свидетель» — Том Ноубл                                        |
| Лучший звук                                                        | • «Амадей» — Джон Натт, Крис Ньюман, Марк Бергер                 |
| Лучший звук                                                        | • «Кармен» — Бернар Ле Ру, Харальд Мори и другие…                |
| Лучший звук                                                        | • «Клуб «Коттон»» — Эдвард Бейер, Джек Джейкобсен, Дэвид Кэрролл |
| Лучший звук                                                        | • «Кордебалет» — Джонатан Бэйтс, Крис Ньюман, Гарри Хамфрис      |
| Лучший короткометражный фильм                                      | • Careless Talk — Ноэлла Смит                                    |
| Лучший короткометражный фильм                                      | • One for my Baby — Крис Фэллон                                  |
| Лучший короткометражный фильм                                      | • The Woman Who Married Clark Gable — Таддеус О’Салливан         |
| Michael Balcon Award за вклад в развитие британского кинематографа | • Сидни Самюэлсон                                                |
| BAFTA Academy Fellowship Award                                     | • Стивен Спилберг — кинорежиссёр, сценарист, продюсер            |